# Kuckuckszitat
Als Kuckuckszitat werden Zitate bezeichnet, die einer bekannten Person untergeschoben werden. Die Wortbildung spielt auf den Brutparasitismus des Kuckucks an und erfolgt analog zu Kuckuckskind und Kuckucksei. Als Experte für „Kuckuckszitate“ wird der österreichische Zitatforscher Gerald Krieghofer genannt.

## Allgemeines
Die Gründe für derartige Falschzuschreibungen sind vielfältig: manchmal bildet sich einfach eine Legende, manchmal wird die Äußerung der Person aber auch gezielt in den Mund gelegt. Dann geht es in einigen Fällen darum, diese in ein besonders gutes oder schlechtes Licht zu stellen. Meistens will der (mehr oder weniger unbekannte) Urheber jedoch einen eigenen Gedanken bekannt machen und diesem über eine bekannte Person mehr Gewicht verleihen. Zu unterscheiden ist das Kuckuckszitat von der verfälschten Wiedergabe einer Äußerung, die tatsächlich von der betreffenden Person stammt. Das wohl bekannteste Beispiel hierfür ist der Michael Gorbatschow zugeschriebene Satz Wer zu spät kommt, den bestraft das Leben.
Kuckuckszitate sind kein neues Phänomen. So soll Julius Cäsar bei seiner Ermordung den berühmten und bis heute gerne zitierten Satz Auch du, mein Sohn Brutus gesagt haben, gerichtet an den an der Tat beteiligten Marcus Junius Brutus. Der antike Schriftsteller Sueton berichtet, Caesar habe bei seiner Ermordung nichts gesagt. Nach anderen Quellen, die Sueton erwähnt, soll er aber Brutus mit altgriechisch καὶ σύ, τέκνον (kaì sý, téknon, auch du, Kind?) angesprochen haben. Diese Version wird auch von Cassius Dio überliefert. Auch das Marie Antoinette zugeschriebene Dann sollen sie doch Kuchen essen ist nicht authentisch, sondern stammt aus einer Schrift von Jean-Jacques Rousseau aus dem Jahr 1760. Der Legende nach hat es die französische Königin am Vorabend der Französischen Revolution zu Pariser Bürgern gesagt, die klagten, kein Brot zu haben. Für das 20. Jahrhundert sind allerdings weitaus mehr Kuckuckszitate belegt als für alle Jahrhunderte zuvor, noch mehr Falschzuschreibungen gibt es seit Einführung des Internets.